# Astyochia dolens
Astyochia dolens là một loài bướm đêm trong họ Geometridae.